# Dometic
Dometic är ett varumärke som hör till Dometic Group-koncernen. Dometic etablerades som varumärke 1968 i USA av Electrolux Leisure Appliances, en del av Electrolux. 2001 avyttrades Leisure Appliances till riskkapitalbolaget EQT Partners och Dometic valdes som företagsnamn. 
Dometics kärnverksamhet är kylanläggningar. Dometics produkter återfinns främst inom husvagn- och husbilsindustrin, båtindustrin och friluftsindustrin samt mindre kylskåp till hotellrum och lagringsskåp för vinförvaring. 